# AIM-95 Agile

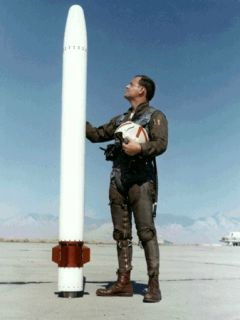
Photo de l'United States Navy d'un missile AIM-95 en 1970.

L'AIM-95 Agile était un missile air-air développé aux États-Unis. La marine américaine cherchait en effet à concevoir un remplaçant à l'AIM-9 Sidewinder.

## Histoire
L'AIM-95 fut développé au centre d'essais d'armements de la Navy de China Lake, en tant que potentiel remplaçant évolué du missile à courte portée AIM-9 Sidewinder.
Il était équipé d'un autodirecteur à infrarouges, lui conférant des capacités « tire et oublie » et le capteur de la tête-chercheuse était doté d'une forte capacité à verrouiller les cibles situées en dehors de son champ de vision, de telle manière qu'il pouvait être commandé par un système de visée intégrée au casque du pilote. Cela lui permettait d'être tiré contre des appareils n'étant pas nécessairement situés devant lui et facilitait considérablement l'accrochage des cibles. La fusée à carburant solide qui propulsait le missile employait un système de vectorisation de la poussée pour améliorer sa maniabilité, le rendant capable d'effectuer des virages plus serrés que l'AIM-9 Sidewinder.
En parallèle, l'US Air Force était en train de concevoir l'AIM-82 pour équiper le F-15, et abandonna ses efforts pour rejoindre le programme de l'Agile. Finalement, les évolutions du missile Sidewinder furent si rapides et nombreuses que ni l'un ni l'autre de ces deux missiles ne virent le jour.

## AIMVAL

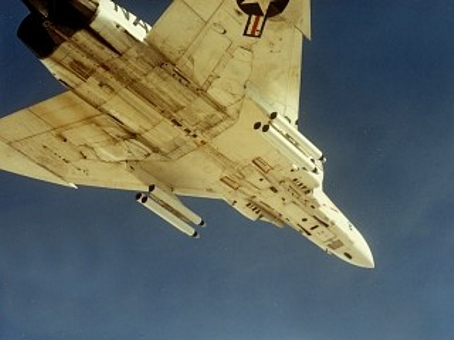
Un F-4 Phantom de l’escadron VX-5, équipé de prototypes de lAgile.

L'AIM-95A fut développé jusqu'à un stade où il devait subir des tests, parmi lesquels ceux effectués à China Lake dans le cadre d'un programme d'évaluations commun entre la marine et l'armée de l'air américaine : le « ACEVAL/AIMVAL ».
Menés avec des F-15 de l'Air Force et des F-14 de la Navy, de 1975 à 1978 sur la base aérienne de Nellis AFB, ces tests révélèrent que la capacité de tir en « dépointage » (hors du champ de vision) n'avait finalement qu'un intérêt limité, et le coût important du missile commençait à le rendre clairement peu intéressant pour la suite du programme. Il fut abandonné en 1975. En remplacement, le Sidewinder fut amélioré et une version évoluée fut développée pour pouvoir être employé indifféremment par les avions de l' Air force et ceux de la Navy.
Cette solution, qui ne devait être qu'une phase intermédiaire, est toujours en service à l'heure actuelle, et le missile Sidewinder totalise de nos jours plus de 55 années de service...

## La réponse soviétique
L'Union soviétique se lança également dans un projet similaire de missile à poussée vectorielle et champ de vision élargi, ce qui donna naissance au missile R-73 en 1985, équipant le MiG-29.
Grâce à la réunification de l'Allemagne, l'OTAN en apprit plus à leur sujet et commença à resserrer l'écart de performance entre ce missile et les modèles occidentaux. On vit alors apparaître de nouveaux projets : l'AIM-9X, l'IRIS-T et le missile français MICA.